# 1045
1045 (MXLV) var ett normalår som började en tisdag i den julianska kalendern.

## Händelser

### Januari
- 20 januari – Sedan Giovanni di Crescenzi–Ottaviani har avsatt Benedictus IX i september året innan väljs han till påve och tar namnet Silvester III.

### Mars
- 10 mars – Benedictus IX avsätter Silvester III och utropas till påve för andra gången.

### Maj
- 1 maj – Benedictus IX abdikerar på nytt från påvestolen och säljer ämbetet till sin gudfar Johannes Gratianus, som själv blir påve fyra dagar senare.
- 5 maj – Johannes Gratianus tillträder som påve och tar namnet Gregorius VI.

### Okänt datum
- Harald Hårdråde blir medregent till den dansk-norske kungen Magnus den gode (dock endast i Norge).
- Byggandet av Westminster Abbey inleds på uppdrag av Edvard Bekännaren.
- Edvard Bekännaren gifter sig med Edith.
- Go-Reizei blir kejsare av Japan.
- Harold Godwinson blir earl av Wessex.
- Boktryckarkonsten: Flyttbara typer uppfinns av Bi Sheng i Kina.
- I Hammadiddynastin efterträds al-Qaid ibn Hammad av Muhsin ibn Qaid.
- Huset Savojen (greve Humbert II) får fotfäste i Italien.
- Kungariket Kahuripan delas och kungariket Kediri och kungariket Janggala bildas på Java.

## Födda
- Håkan Röde (född omkring detta år i Levene i Västergötland), kung av Västergötland 1066 eller 1068 och av hela Sverige 1075–1079 eller 1080
- Margareta av Wessex, drottning av Skottland 1070–1093 (gift med Malkolm III) och helgon (född omkring detta år)
- Stephen, greve av Blois (född omkring detta år)

## Avlidna
- Go-Suzaku, japansk kejsare.
- Adelheid I av Quedlinburg, regerande furstlig abbedissa av Quedlinburg.